# 中国民主党 (中華民国・1988年)
中国民主党(ちゅうごくみんしゅとう)とは、1988年に中国民主社会党から分裂し、1989年に中華民国政部が政党として登記した台湾の政党である。
なお、1960年の台湾で結党が計画された同名の政党とは一切関連性が無い。

## 沿革
1949年に蔣介石政権に従って台湾へ移転してきた中国民主社会党（民社党）は、党内が分裂して内部抗争状態に陥っていたものの、中華民国政府が戒厳令の一環として新規政党の結成を禁止（党禁）し続けたため、一つの政党としてまとまっていた。しかし、1987年に戒厳令の解除と共に党禁も解除され、国会の全面改選が行なわれることになると、民社党内の沈朝江率いる一派が「中国民主社会党党務革新委員会」を立ち上げて「革新宣言」を出し、他の派閥との内部衝突が激化した。これを受け、1988年8月14日に沈朝江派は民社党中央から分党し、同年9月4日に新党設立大会を開催、1989年に中国民主党として内政部に政党登記を行った。
その後、1992年の第二回立法委員選挙に立候補したものの、議席を確保することはできず、今日では政党としての活動実態が不明となっている。